# Município de Salisbury (Ohio)
O município de Salisbury (em inglês: Salisbury Township) é um município localizado no condado de Meigs no estado estadounidense de Ohio. No ano de 2010 tinha uma população de 6.356 habitantes e uma densidade populacional de 71,74 pessoas por km².

## Geografia
O município de Salisbury encontra-se localizado nas coordenadas 39° 04′ 21″ N, 82° 02′ 43″ O. Segundo o Departamento do Censo dos Estados Unidos, o município tem uma superfície total de 88.6 km², da qual 87,95 km² correspondem a terra firme e (0,73 %) 0,65 km² é água.

## Demografia
Segundo o censo de 2010, tinha 6.356 habitantes residindo no município de Salisbury. A densidade populacional era de 71,74 hab./km². Dos 6.356 habitantes, o município de Salisbury estava composto pelo 95,36 % brancos, o 2,34 % eram afroamericanos, o 0,35 % eram amerindios, o 0,14 % eram asiáticos, o 0,09 % eram de outras raças e o 1,71 % eram de uma mistura de raças. Do total da população o 0,52 % eram hispanos ou latinos de qualquer raça.